# Alois Unterladstätter
Alois Unterladstätter (* 21. April 1856 in Schwaz, Tirol; † 28. April 1908 in Salzburg) war Pfarrer und Abgeordneter zum Österreichischen Abgeordnetenhaus.

## Leben
Alois Unterladstätter war Sohn des Bergarbeiters Thomas Unterladstätter († 1857). Ab 1868 ging er in ein Gymnasium in Hall. Danach besuchte er ein Priesterseminar in Salzburg und erhielt im Jahr 1880 die Priesterweihe. Ab 1881 arbeitete er in der Seelsorge in der Erzdiözese Salzburg, zunächst als Pfarrprovisor in Mairhofen (heute Mayrhofen), ab 1882 als Koadjutor, ab 1884 als Pfarrprovisor in Golling, ab 1886 als Kooperator in Werfen und ab 1888 in Saalfelden. Im Jahr 1893 wurde er Pfarrer in Krimml und letztendlich 1897 in Gnigl (heute Stadt Salzburg). Er wurde auch Ehrenbürger von Gnigl. Er starb am 28. April 1908 im Alter von 52 Jahren an einer Lungenentzündung (laut Sterbeeintrag Herzentartung).
Er war römisch-katholisch und blieb zeit seines Lebens ledig.

## Politische Funktionen
Alois Unterladstätter war vom 31. Januar 1901 bis zum 30. Januar 1907 Abgeordneter des Abgeordnetenhauses im Reichsrat (X. Legislaturperiode) und war dort für die Kurie Landgemeinden 1 (Salzburg, Oberndorf, Mattsee, Neumarkt, Thalgau, St. Gilgen, Hallein, Golling, Abtenau, Werfen) zuständig.

## Klubmitgliedschaften
Alois Unterladstätter war 1901 Kandidat der Katholischen Volkspartei und nach der Wahl Mitglied im Zentrum-Klub.